# Patrick Guillou
Pour les articles homonymes, voir Guillou.
 (février 2008).
Si vous disposez d'ouvrages ou d'articles de référence ou si vous connaissez des sites web de qualité traitant du thème abordé ici, merci de compléter l'article en donnant les références utiles à sa vérifiabilité et en les liant à la section « Notes et références ».
Patrick Guillou est un ancien footballeur français, né le 16 avril 1970 à Villingen en RFA. Il évolue au poste de arrière droit de la fin des années 1980 au milieu des années 2000. Il se reconvertit par la suite en commentateur puis en entraineur adjoint. 
Il est le beau-frère de Vincent Fernandez.

## Biographie

### Joueur
Formé au Freiburger FC, il joue par la suite au VfL Bochum avant de rejoindre la France. Il évolue notamment au Stade rennais, à La Berrichonne de Châteauroux, à l'AS Saint-Étienne et au FC Sochaux.

### Consultant
Il devient par la suite commentateur sportif sur TPS Star et Canal+ en tant que spécialiste de la Bundesliga. Le 26 septembre 2014, il devient adjoint de Willy Sagnol aux Girondins de Bordeaux.
Par la suite. Il rejoint BeIn Sports (France) pour commenter la Bundesliga avec Jean-Charles Sabattier et il participe également a Omar C'est Foot, émission présentée par Omar da Fonseca.

### Entraineur adjoint
En 2014, il devient l'entraineur adjoint des Girondins de Bordeaux, club entrainé par son ancien coéquipier à Saint-Étienne Willy Sagnol. Il reste en poste jusqu'à l'éviction de Sagnol en 2016.
En janvier 2017, il devient l'adjoint de Valérien Ismaël au VfL Wolfsburg.

## Polémique
Selon Bild, le samedi 10 novembre 2018, Patrick Guillou a été insulté et giflé par Franck Ribéry, ce dernier n'ayant pas apprécié les commentaires du consultant lors d'un match opposant Dortmund au Bayern,.

## Palmarès
- Champion de France de Division 2 en 1999 avec l'AS Saint-Étienne et en 2001 avec le FC Sochaux-Montbéliard[6]